# Дюссен
Дюссен (нід. Dussen) — село в нідерландській провінції Північний Брабант. Входить до муніципалітету Алтена.
Його площа становить 14,45 км², а населення станом на 2021 рік складало 2 525 осіб.
Перша згадка про населений пункт датується 1156 роком.
До 1997 року мало статус окремого муніципалітету.

## Галерея

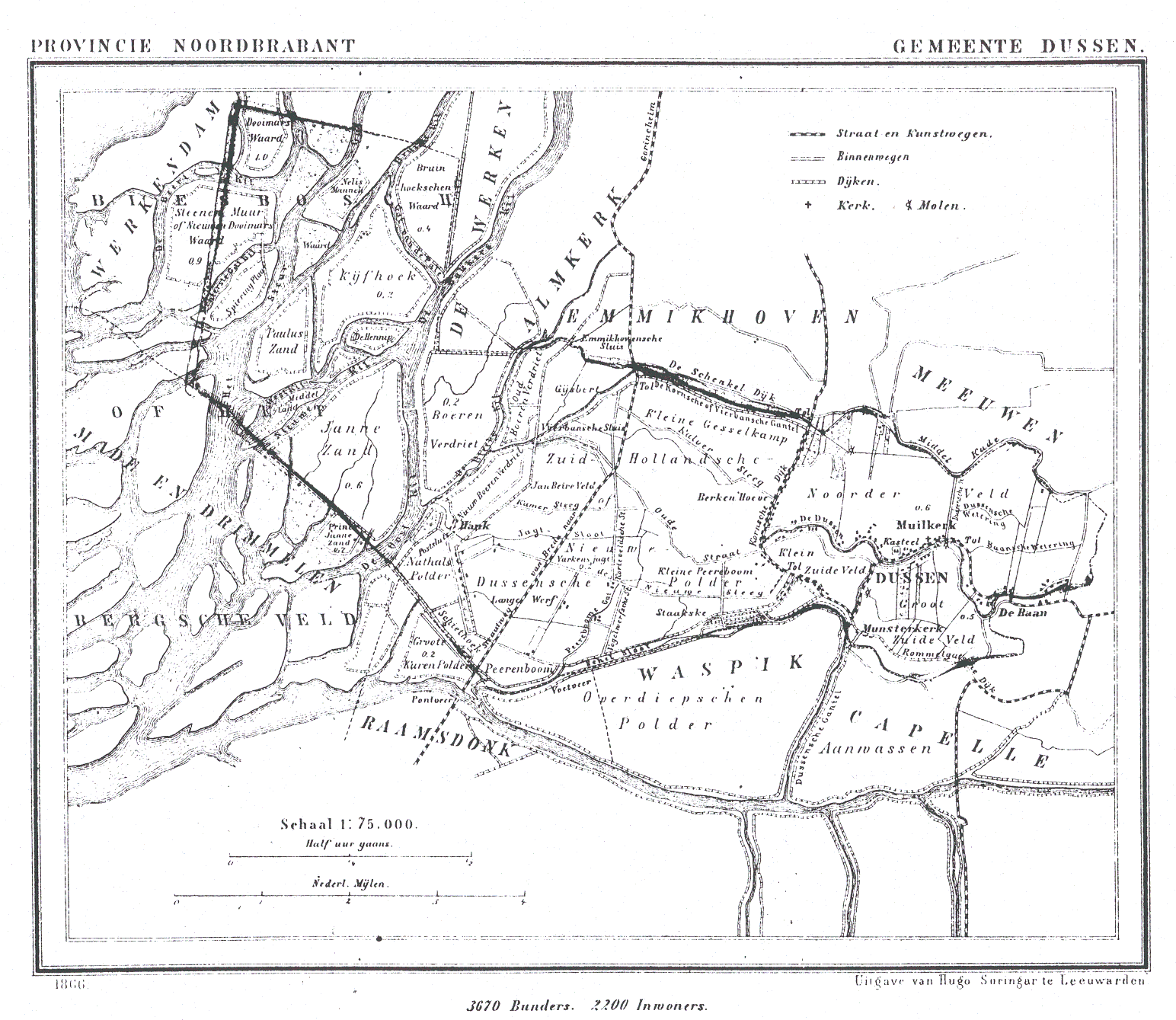
Мапа Дюссена (1866)
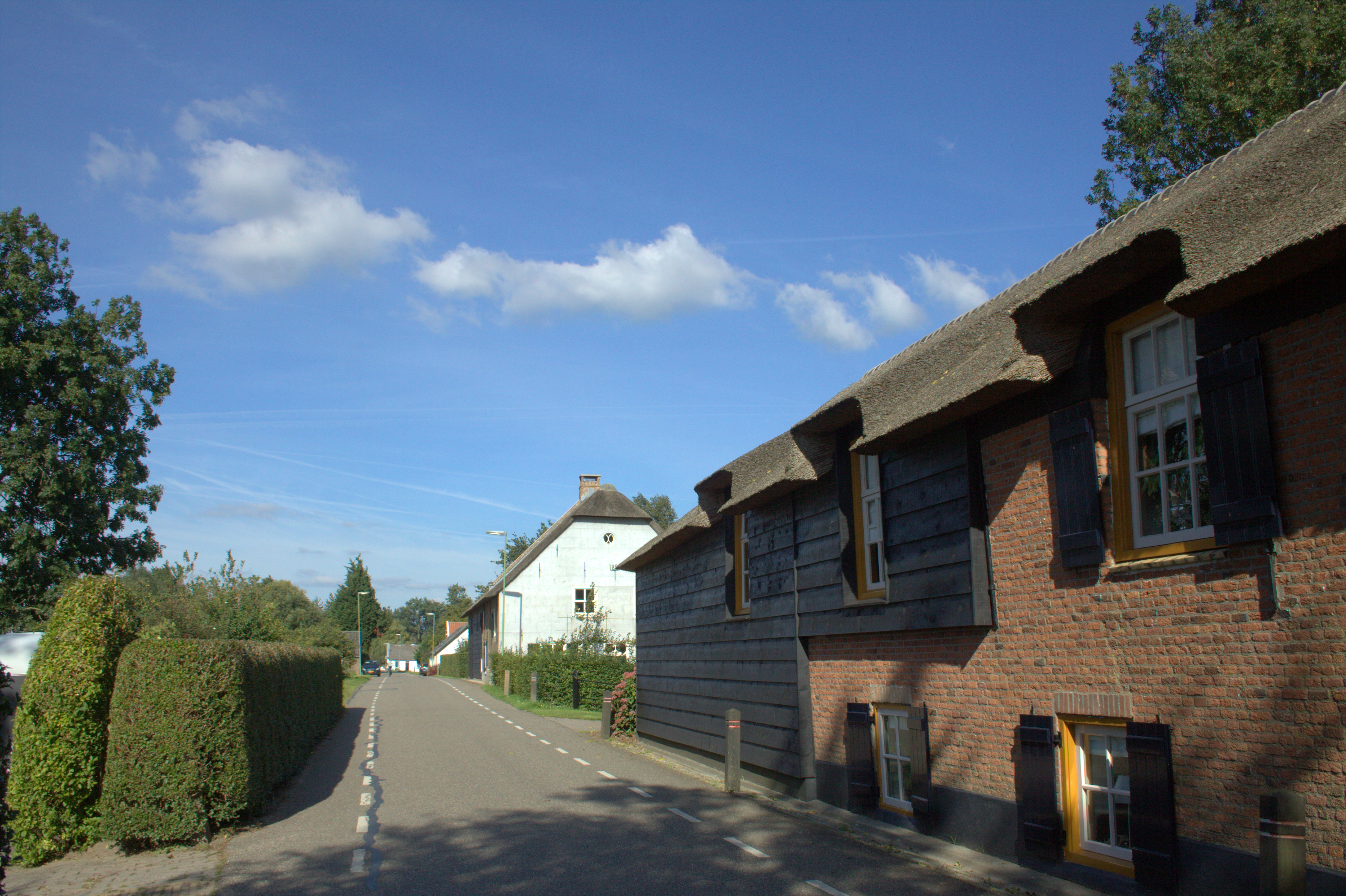
Сільська вулиця
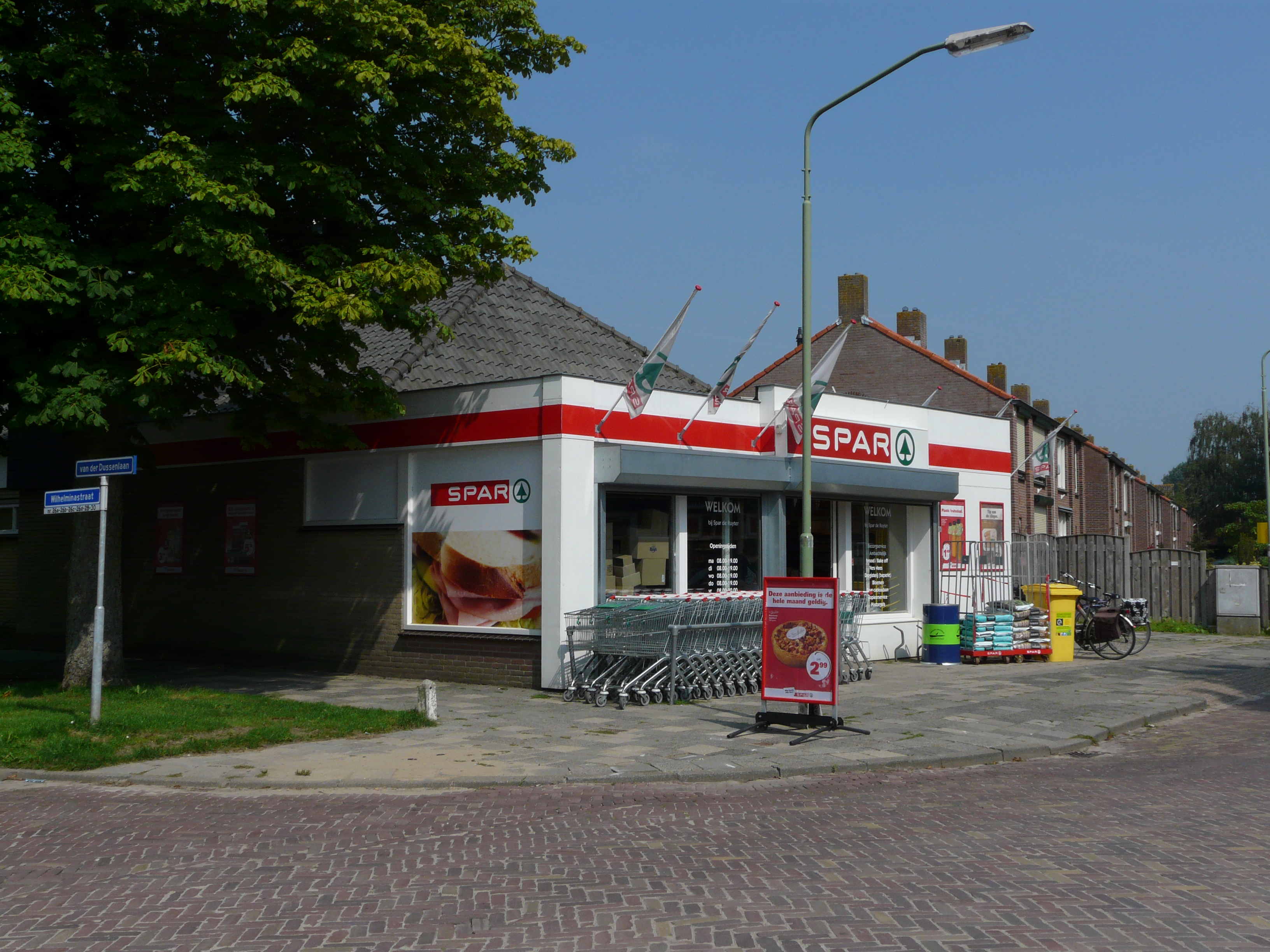
Супермаркет у селі